# Bačvani
Bačvani so naselje v občini Kozarska Dubica, Bosna in Hercegovina. 

## Deli naselja
Bačvani.

## Prebivalstvo
| Pregled števila prebivalcev po letih | Pregled števila prebivalcev po letih | Pregled števila prebivalcev po letih | Pregled števila prebivalcev po letih | Pregled števila prebivalcev po letih | Pregled števila prebivalcev po letih |
| ------------------------------------ | ------------------------------------ | ------------------------------------ | ------------------------------------ | ------------------------------------ | ------------------------------------ |
| 1948                                 | 1953                                 | 1961                                 | 1971                                 | 1981                                 | 1991                                 |
| -                                    | -                                    | -                                    | 166                                  | 143                                  | 132                                  |

| Narodna sestava prebivalstva po letih                                                                                    | Narodna sestava prebivalstva po letih                                                                                      | Narodna sestava prebivalstva po letih                                                                                      |
| --- | --- | --- |
| 1971 | 1981 | 1991 |
| . skupaj: 166 Srbi 166 (100 %) Hrvati 0 (0,00 %) Muslimani 0 (0,00 %) Jugoslovani 0 (0,00 %) drugi in neznano 0 (0,00 %) | . skupaj: 143 Srbi 137 (95,80 %) Hrvati 1 (0,69 %) Muslimani 0 (0,00 %) Jugoslovani 5 (3,49 %) drugi in neznano 0 (0,00 %) | . skupaj: 132 Srbi 131 (99,24 %) Hrvati 0 (0,00 %) Muslimani 0 (0,00 %) Jugoslovani 1 (0,75 %) drugi in neznano 0 (0,00 %) |